# Kawagoe (Mie)
Ne doit pas être confondu avec Kawagoe.
Kawagoe (川越町, Kawagoe-chō) est un bourg du district de Mie, dans la préfecture de Mie, au Japon.

## Géographie

### Démographie
Au 1er décembre 2014, la population de Kawagoe s'élevait à 14 649 habitants répartis sur une superficie de 8,71 km2.